# Mortes em outubro de 2020
Mortes em 2020: ← Janeiro – Fevereiro – Março – Abril – Maio – Junho – Julho – Agosto – Setembro – Outubro – Novembro – Dezembro →
Esta é uma relação de pessoas notáveis que morreram durante o mês de outubro de 2020, listando nome, nacionalidade, ocupação e ano de nascimento.

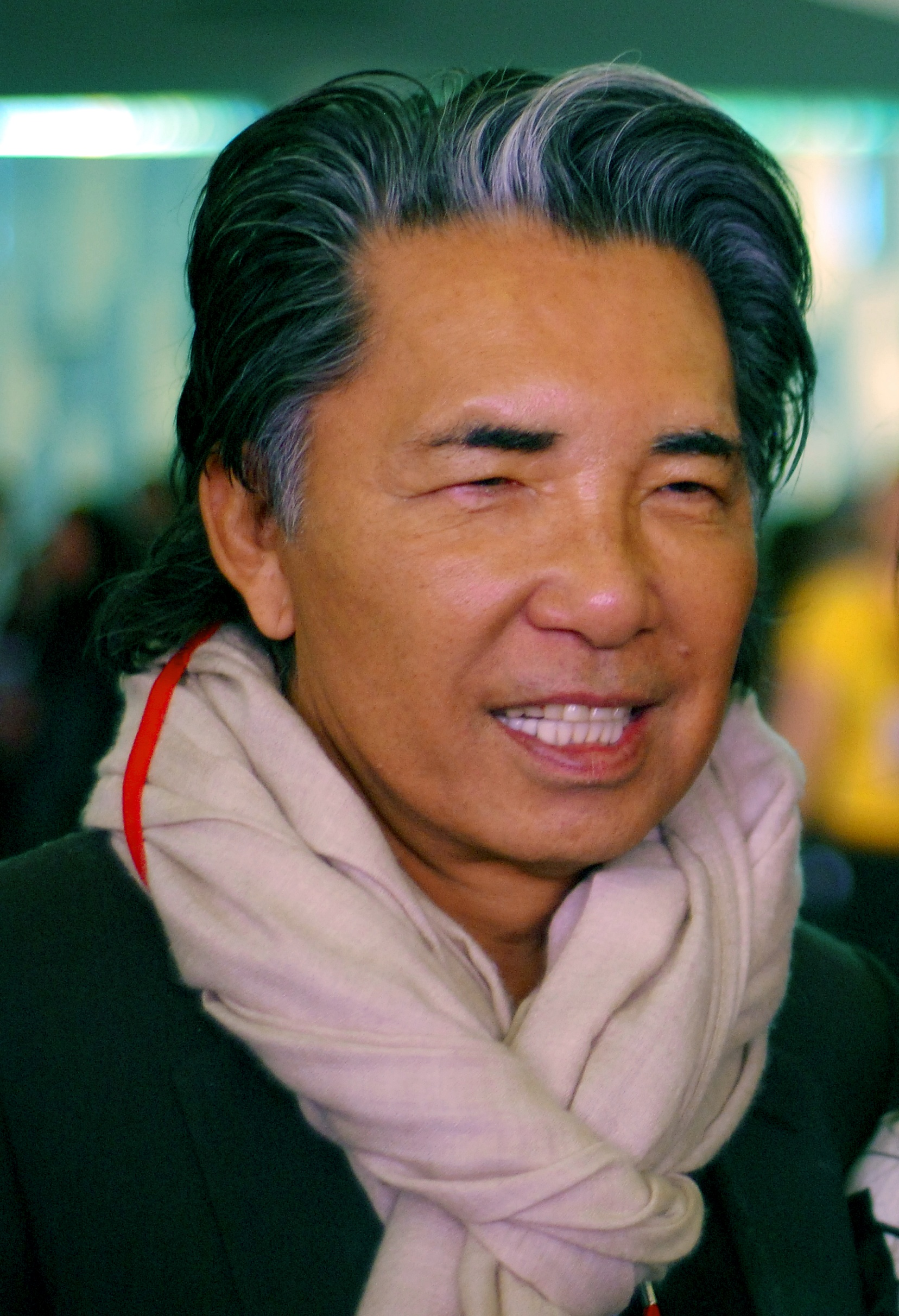
Kenzo Takada, estilista japonês.

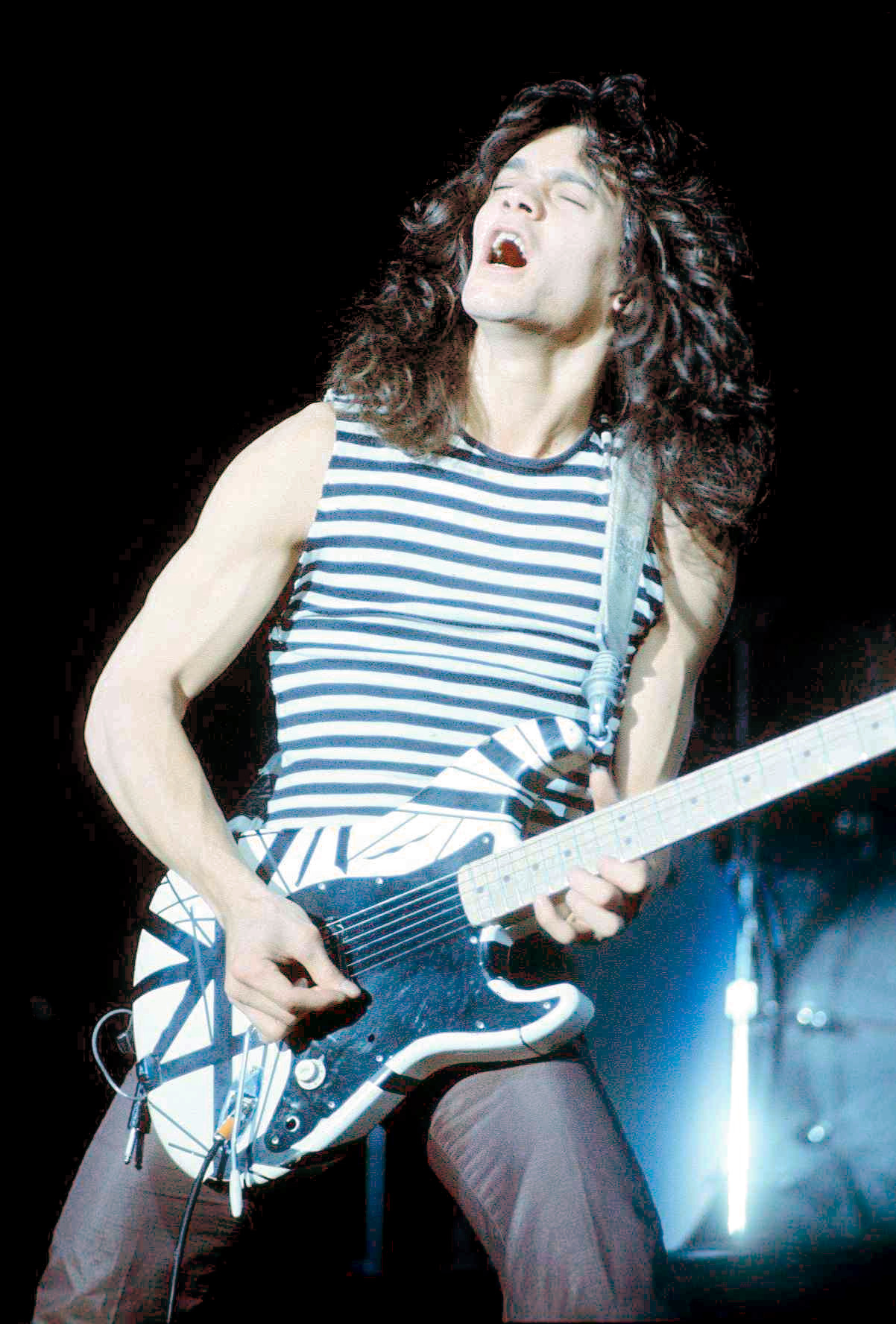
Eddie Van Halen, guitarrista, compositor e produtor musical neerlando-americano.

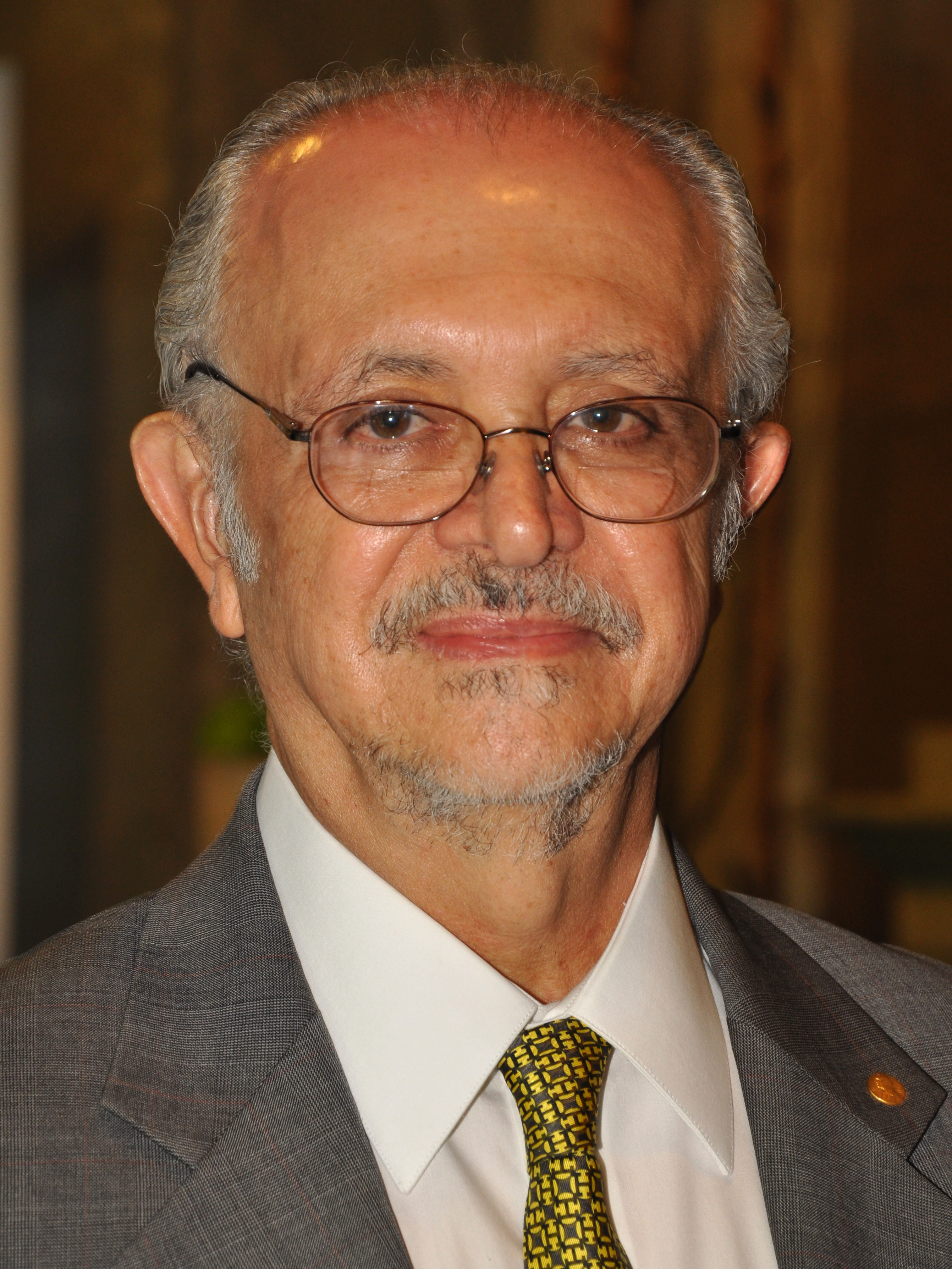
Mario Molina, químico mexicano.

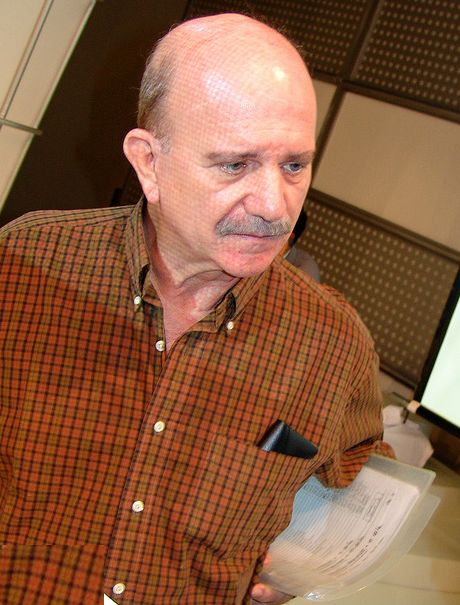
Cecil Thiré, ator brasileiro.

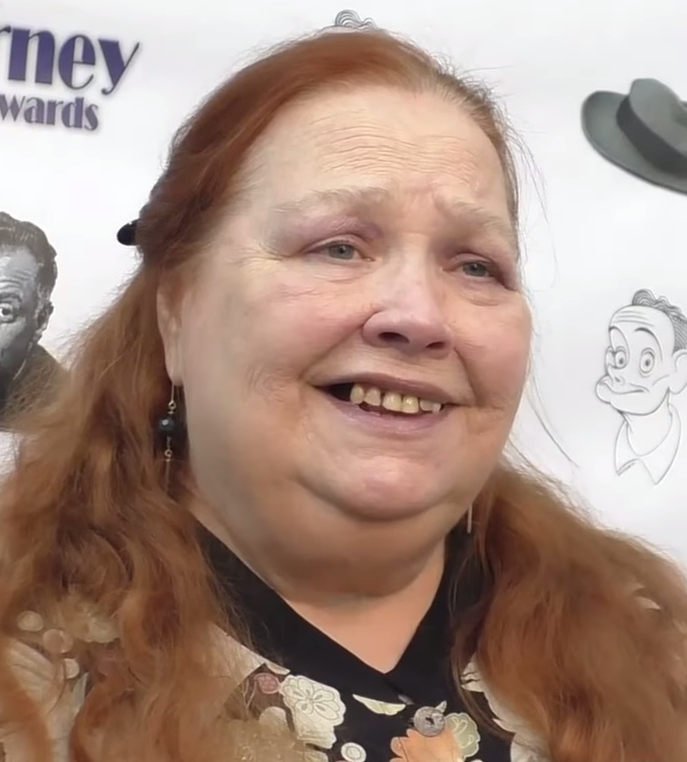
Conchata Ferrell, atriz estadunidense.

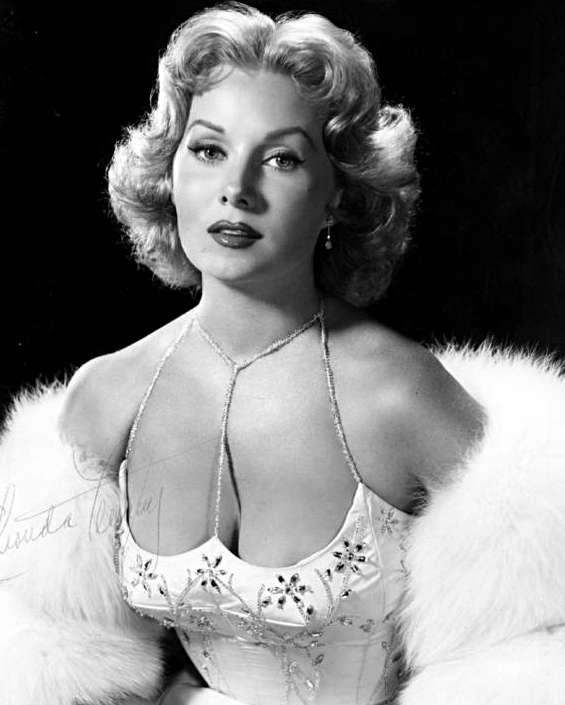
Rhonda Fleming, atriz e cantora estadunidense.

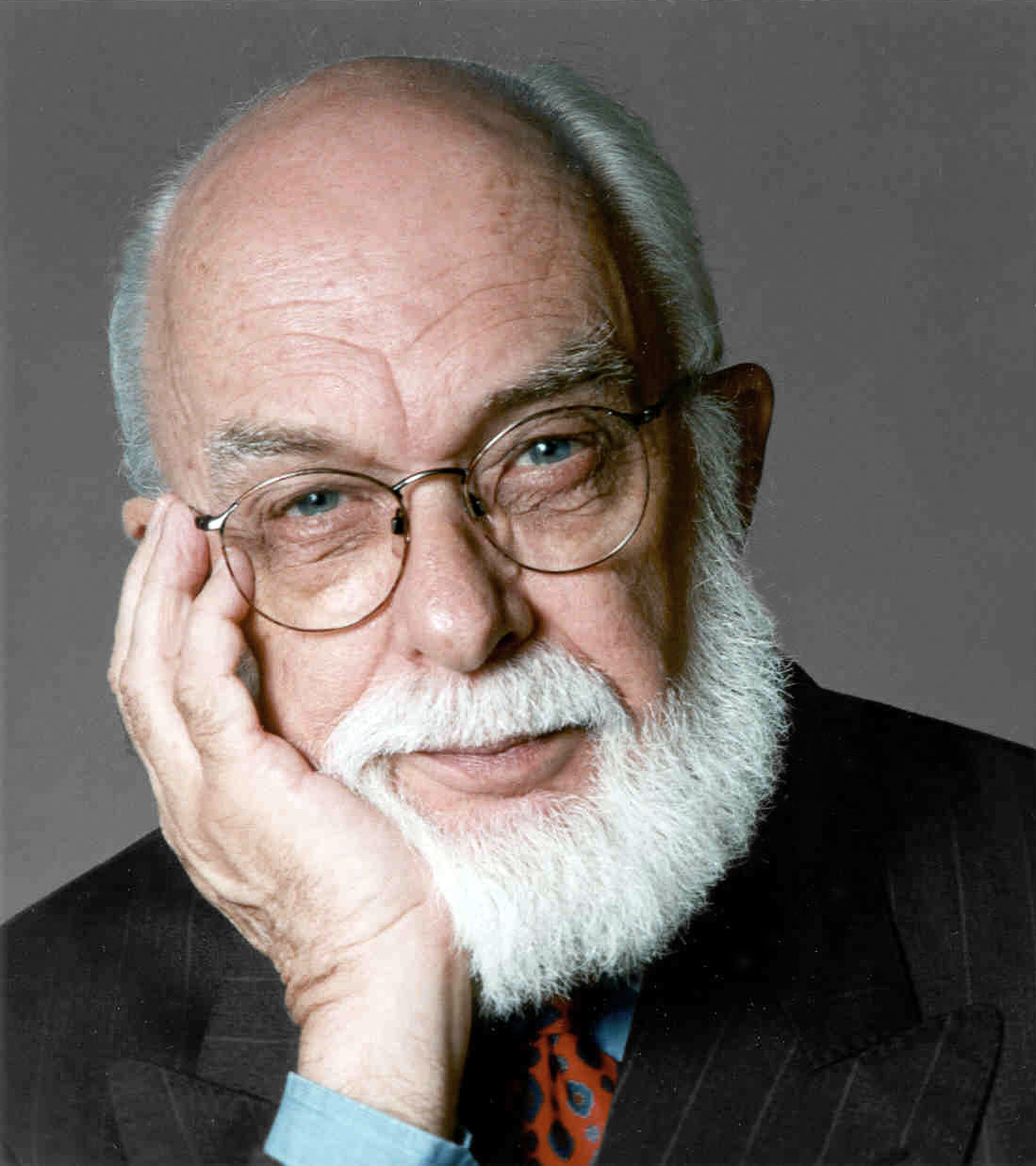
James Randi, ilusionista américo-canadiano.

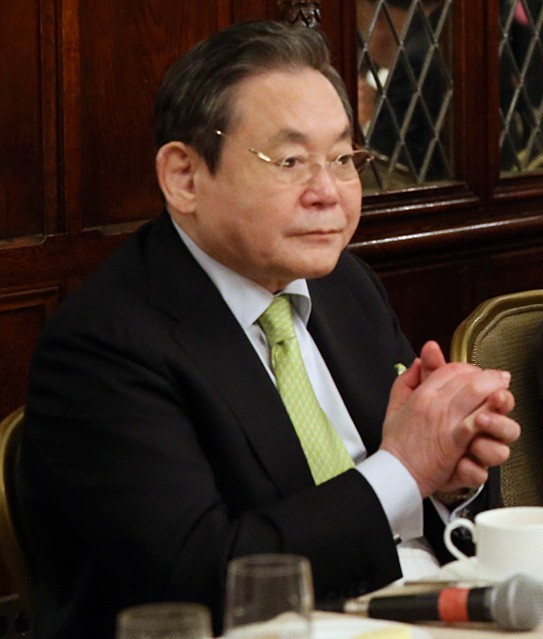
Lee Kun-hee, empresário sul-coreano.

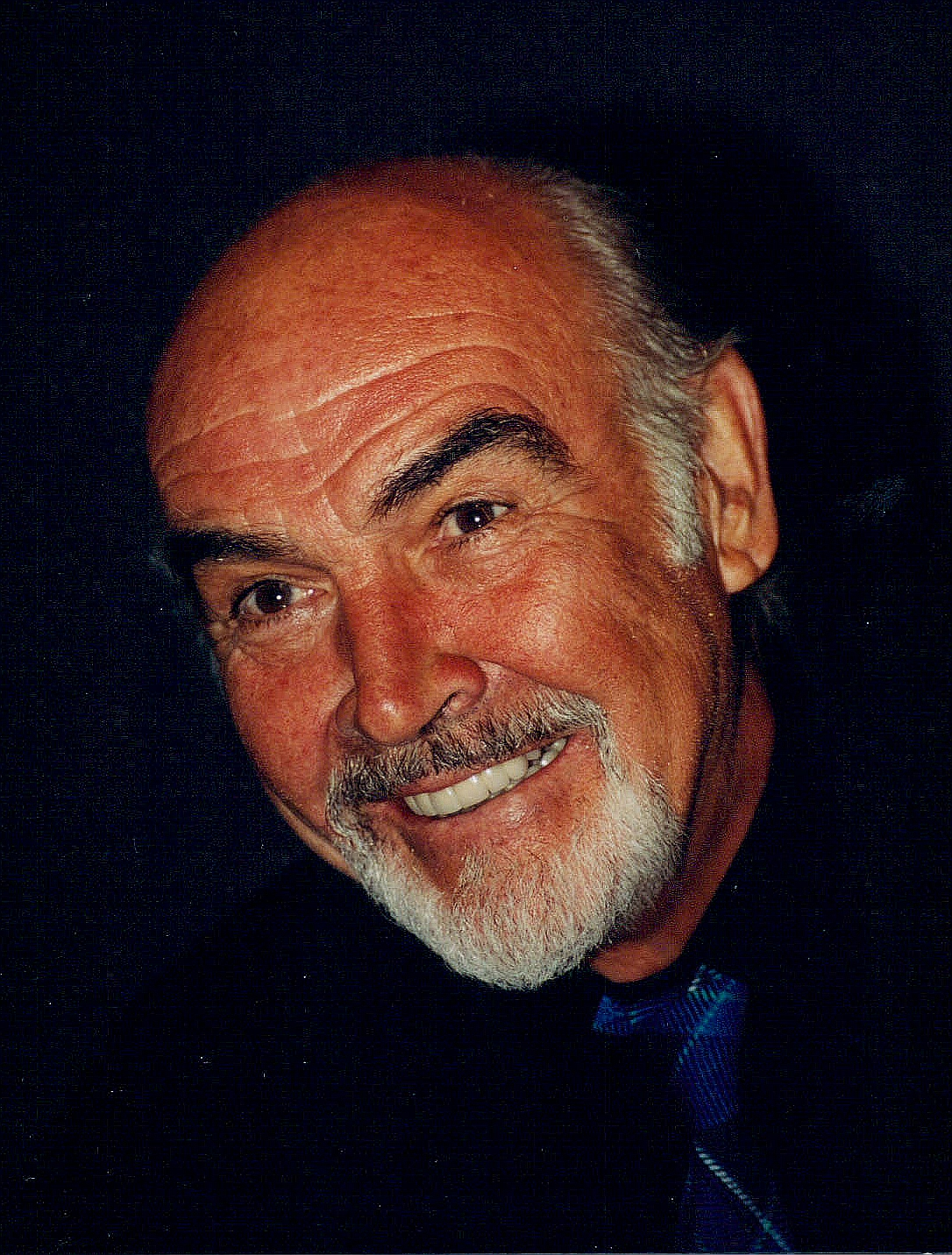
Sean Connery, ator britânico.

| Dia | Nome                                    | Profissão ou motivo de reconhecimento      | Nacionalidade                  | Nasc. | Ref    |
| --- | --------------------------------------- | ------------------------------------------ | ------------------------------ | ----- | ------ |
| 2   | Victor Zalgaller                        | Matemático                                 | Rússia                         | 1920  | [ 1 ]  |
| 3   | Odilon Aires                            | Político                                   | Brasil                         | 1951  | [ 2 ]  |
| 4   | Zuza Homem de Mello                     | Jornalista, musicólogo e escritor          | Brasil                         | 1933  | [ 3 ]  |
| 4   | Kenzo Takada                            | Estilista                                  | Japão                          | 1939  | [ 4 ]  |
| 4   | Murphy J. Foster, Jr.                   | Político                                   | Estados Unidos                 | 1930  | [ 5 ]  |
| 4   | Coutinho                                | Futebolista                                | Brasil                         | 1984  | [ 6 ]  |
| 5   | Joselito Falcão de Amorim               | Político                                   | Brasil                         | 1919  | [ 7 ]  |
| 6   | Eddie Van Halen                         | Guitarrista, compositor e produtor musical | Estados Unidos/ Países Baixos  | 1955  | [ 8 ]  |
| 6   | Johnny Nash                             | Cantor e compositor                        | Estados Unidos                 | 1940  | [ 9 ]  |
| 6   | Dalmo Pessoa                            | Jornalista esportivo                       | Brasil                         | 1942  | [ 10 ] |
| 7   | Mario Molina                            | Químico                                    | México                         | 1943  | [ 11 ] |
| 8   | Tommy Robson                            | Futebolista                                | Reino Unido                    | 1944  | [ 12 ] |
| 8   | Charles Moore                           | Atleta                                     | Estados Unidos                 | 1929  | [ 13 ] |
| 9   | Cecil Thiré                             | Ator e diretor                             | Brasil                         | 1943  | [ 14 ] |
| 9   | Luther Rescova                          | Político                                   | Angola                         | 1980  | [ 15 ] |
| 10  | Vasiliy Kulkov                          | Futebolista                                | Rússia                         | 1966  | [ 16 ] |
| 10  | Belmiro Mendes de Castro Filho          | Físico e oceanógrafo                       | Brasil                         | 1948  | [ 17 ] |
| 11  | Socorro Marques                         | Política                                   | Brasil                         | 1934  | [ 18 ] |
| 11  | Ângelo Martins                          | Futebolista                                | Portugal                       | 1930  | [ 19 ] |
| 11  | Joe Morgan                              | Beisebolista                               | Estados Unidos                 | 1943  | [ 20 ] |
| 12  | Armando Abílio                          | Político, médico e radialista              | Brasil                         | 1944  | [ 21 ] |
| 12  | José de Oliveira Fernandes              | Prefeito de Manaus e deputado constituinte | Brasil                         | 1943  | [ 22 ] |
| 12  | Roberta McCain                          | Socialite, mãe de John McCain              | Estados Unidos                 | 1912  | [ 23 ] |
| 12  | Conchata Ferrell                        | Atriz                                      | Estados Unidos                 | 1943  | [ 24 ] |
| 12  | Litokwa Tomeing                         | Político                                   | Ilhas Marshall                 | 1939  | [ 25 ] |
| 13  | Augusto Matine                          | Futebolista                                | Moçambique                     | 1947  | [ 26 ] |
| 14  | Herbert Kretzmer                        | Jornalista e letrista                      | África do Sul                  | 1925  | [ 27 ] |
| 14  | José Augusto Martins Fernandes Pedreira | Bispo                                      | Portugal                       | 1935  | [ 28 ] |
| 14  | Fred Dean                               | Jogador de futebol americano               | Estados Unidos                 | 1952  | [ 29 ] |
| 14  | Rhonda Fleming                          | Atriz e cantora                            | Estados Unidos                 | 1923  | [ 30 ] |
| 15  | Bhanu Athaiya                           | Figurinista                                | Índia                          | 1929  | [ 31 ] |
| 15  | Celestino Valenzuela                    | Narrador esportivo e apresentador          | Brasil                         | 1928  | [ 32 ] |
| 16  | Rodolfo Fischer                         | Futebolista                                | Argentina                      | 1944  | [ 33 ] |
| 16  | Ana Paula Scheffer                      | Ginasta rítmica                            | Brasil                         | 1989  | [ 34 ] |
| 16  | Eddy Quintela                           | Teclista e compositor                      | Portugal                       | ?     | [ 35 ] |
| 16  | Gordon Haskell                          | Cantor e baixista                          | Reino Unido                    | 1946  | [ 36 ] |
| 17  | Claudio Cartier                         | Cantor e compositor                        | Brasil                         | 1950  | [ 37 ] |
| 17  | Lucien De Brauwere                      | Ciclista                                   | Bélgica                        | 1951  | [ 38 ] |
| 17  | Ryszard Ronczewski                      | Ator                                       | Polónia                        | 1930  | [ 39 ] |
| 18  | René Felber                             | Político                                   | Suíça                          | 1933  | [ 40 ] |
| 18  | Tomás Herrera Martínez                  | Basquetebolista                            | Cuba                           | 1950  | [ 41 ] |
| 18  | Maisa Tsuno                             | Guitarrista e compositora                  | Japão                          | 1991  | [ 42 ] |
| 19  | Helena Marques                          | Jornalista e escritora                     | Portugal                       | 1935  | [ 43 ] |
| 19  | Alex Varenne                            | Ilustrador de banda desenhada              | França                         | 1939  | [ 44 ] |
| 19  | Tony Lewis                              | Músico                                     | Reino Unido                    | 1957  | [ 45 ] |
| 20  | Bruno Martini                           | Futebolista                                | França                         | 1962  | [ 46 ] |
| 20  | James Randi                             | Ilusionista                                | Estados Unidos/ Canadá         | 1928  | [ 47 ] |
| 20  | Bill Mathis                             | Jogador de futebol americano               | Estados Unidos                 | 1938  | [ 48 ] |
| 21  | Paul Leduc                              | Cineasta                                   | México                         | 1942  | [ 49 ] |
| 21  | Arolde de Oliveira                      | Político                                   | Brasil                         | 1937  | [ 50 ] |
| 21  | Marge Champion                          | Atriz, coreógrafa e dançarina              | Estados Unidos                 | 1919  | [ 51 ] |
| 21  | Viola Smith                             | Baterista                                  | Estados Unidos                 | 1912  | [ 52 ] |
| 21  | Volney Collaço de Oliveira              | Político                                   | Brasil                         | 1923  | [ 53 ] |
| 23  | Jane di Castro                          | Cantora                                    | Brasil                         | 1947  | [ 54 ] |
| 24  | Azim do Brunei                          | Príncipe                                   | Brunei                         | 1982  | [ 55 ] |
| 24  | Krisztián Veréb                         | Canoísta                                   | Hungria                        | 1974  | [ 56 ] |
| 24  | Jung Soseong                            | Escritor                                   | Coreia do Sul                  | 1944  | [ 57 ] |
| 24  | Ludwig Pohl                             | Químico                                    | Alemanha                       | 1932  | [ 58 ] |
| 25  | Lee Kun-hee                             | Empresário                                 | Coreia do Sul                  | 1942  | [ 59 ] |
| 25  | Ernesto Contreras                       | Ciclista                                   | Argentina                      | 1937  | [ 60 ] |
| 25  | Diane di Prima                          | Escritora                                  | Estados Unidos                 | 1934  | [ 61 ] |
| 25  | Carlos Ronald Schmidt                   | Juiz e escritor                            | Brasil                         | 1935  | [ 62 ] |
| 26  | Izzat Ibrahim al-Douri                  | Político e militar                         | Iraque                         | 1942  | [ 63 ] |
| 27  | Gilberto Penayo                         | Futebolista                                | Paraguai                       | 1933  | [ 64 ] |
| 27  | Jimmy Orr                               | Jogador de futebol americano               | Estados Unidos                 | 1935  | [ 65 ] |
| 27  | Marlene José Bento                      | Basquetebolista                            | Brasil                         | 1938  | [ 66 ] |
| 28  | Anthony Soter Fernandez                 | Cardeal                                    | Malásia                        | 1932  | [ 67 ] |
| 28  | Stanisław Gazda                         | Ciclista                                   | Polónia                        | 1938  | [ 68 ] |
| 28  | Pino Scaccia                            | Jornalista                                 | Itália                         | 1946  | [ 69 ] |
| 28  | Pierre Rosenstiehl                      | Matemático                                 | França                         | 1933  | [ 70 ] |
| 29  | Sindika Dokolo                          | Colecionador de arte e empresário          | República Democrática do Congo | 1972  | [ 71 ] |
| 30  | Jan Myrdal                              | Escritor                                   | Suécia                         | 1927  | [ 72 ] |
| 30  | Amfilohije Radović                      | Líder religioso                            | Montenegro                     | 1938  | [ 73 ] |
| 30  | Paulo Bonavides                         | Cientista e político                       | Brasil                         | 1925  | [ 74 ] |
| 30  | Nobby Stiles                            | Futebolista                                | Reino Unido                    | 1942  | [ 75 ] |
| 30  | Herb Adderley                           | Jogador de futebol americano               | Estados Unidos                 | 1939  | [ 76 ] |
| 30  | Ricardo Blume                           | Ator                                       | Peru/ México                   | 1933  | [ 77 ] |
| 30  | Robert Fisk                             | Jornalista                                 | Reino Unido                    | 1946  | [ 78 ] |
| 31  | Sean Connery                            | Ator                                       | Reino Unido                    | 1930  | [ 79 ] |
| 31  | Sérgio Ferrara                          | Político                                   | Brasil                         | 1933  | [ 80 ] |
| 31  | MF Doom                                 | Rapper                                     | Reino Unido                    | 1971  | [ 81 ] |